# کارلو مونتوئوری
کارلو مونتوئوری (ایتالیایی: Carlo Montuori؛ ۳ اوت ۱۸۸۵ – ۴ مارس ۱۹۶۸) فیلم‌بردار و کارگردان فیلم اهل ایتالیا بود.
از فیلم‌هایی که وی در آن‌ها نقش داشته‌است، می‌توان به هتل لونا، اتاق ۳۴، زیبای خفته، بله، مادام، دزد دوچرخه، دون پاسکواله، نرون، مارکو ویسکونتی، چه شریرند مردان!، فقط تو را دوست دارم، خداحافظ جوانی و رؤیای زورو اشاره نمود.